# سیارک ۲۳۸۱۴
سیارک ۲۳۸۱۴ (به انگلیسی: 23814 Bethanylynne، نامگذاری:1998QE49) بیست و سه هزار و هشتصد و چهاردهمین سیارک کشف شده‌است که در ۱۷ اوت ۱۹۹۸ کشف شد.
قدر مطلق سیارک برابر ۲۰.۴ است.